# Brachycaudus pilosus
Brachycaudus pilosus är en insektsart. Brachycaudus pilosus ingår i släktet Brachycaudus och familjen långrörsbladlöss. Inga underarter finns listade i Catalogue of Life.